# Người Canada gốc Hà Lan
Người Canada gốc Hà Lan là người Canada có tổ tiên toàn bộ hoặc một phần từ người Hà Lan. Theo Điều tra dân số năm 2016, có 1.035.965 người Canada gốc Hà Lan, bao gồm cả những người có tổ tiên hoàn toàn hoặc một phần. Con số này đã tăng lên 1.111.655 vào năm 2016.

## Lịch sử
Những người Hà Lan đầu tiên đến Canada là người Mỹ gốc Hà Lan trong số Những người trung thành với Đế chế Thống nhất. Làn sóng lớn nhất là vào cuối thế kỷ 19 và đầu thế kỷ 20 khi một lượng lớn người Hà Lan giúp định cư phía Tây Canada. Trong thời kỳ này, một số lượng đáng kể cũng định cư ở các thành phố lớn như Toronto. Trong khi bị gián đoạn bởi Chiến tranh thế giới thứ nhất, cuộc di cư này đã quay trở lại vào những năm 1920, nhưng một lần nữa bị dừng lại trong Đại khủng hoảng và Chiến tranh thế giới thứ hai. Sau Chiến tranh thế giới thứ hai, một số lượng lớn người nhập cư Hà Lan đã chuyển đến Canada, bao gồm một số cô dâu chiến tranh của những người lính Canada đã giải phóng Hà Lan. Chính thức có 1.886 cô dâu chiến tranh Hà Lan đến Canada, đứng thứ hai sau cô dâu chiến tranh Anh. Trong chiến tranh, Canada đã che chở cho Công chúa Juliana và gia đình bà. Lễ hội hoa tulip Canada hàng năm được tổ chức vào tháng 5 để tưởng nhớ cô với một số lượng lớn hoa tulip đến từ Hà Lan. Do những liên kết chặt chẽ này, Canada đã trở thành một điểm đến phổ biến cho những người nhập cư Hà Lan. Chính phủ Canada khuyến khích điều này, tuyển dụng những người lao động có tay nghề cao. Làn sóng hậu chiến này chủ yếu đến các trung tâm đô thị như Toronto, Ottawa và Vancouver. Với sự phục hồi kinh tế của Hà Lan trong những năm sau chiến tranh, việc nhập cư vào Canada đã chậm lại.
Là một trong những nhóm thiểu số lớn nhất ở Canada, người Canada gốc Hà Lan có xu hướng hòa nhập nhanh chóng và có tương đối ít các tổ chức và phương tiện truyền thông của người Canada gốc Hà Lan. Một tổ chức quan trọng là Giáo hội Cải cách Kitô giáo giáo ở Bắc Mỹ, với hầu hết các giáo đoàn được thành lập trên khắp Alberta, British Columbia và Ontario. Viện Nghiên cứu Kitô giáo ở Toronto, Đại học King ở Edmonton, và Đại học Redeemer ở Ancaster, Ontario có liên quan đến giáo phái Cải cách/Calvin này của Hà Lan. Trường Kitô giáo quốc tế, Hiệp hội Lao động Kitô giáo Canada và Hiệp hội Nông dân Kitô giáo Ontario là các tổ chức có nguồn gốc Hà Lan-Canada mạnh mẽ.
Người Canada gốc Hà Lan, do có chung di sản văn hóa và tôn giáo, có xu hướng hình thành các cộng đồng gắn bó chặt chẽ. Điều này đã dẫn đến một trò đùa được gọi là Dutch bingo, nơi người ta nói rằng một người Canada gốc Hà Lan có thể tìm ra mối liên hệ của mình với một người Canada gốc Hà Lan khác bằng cách đặt câu hỏi về họ của người kia, thị trấn nơi sinh, nhà thờ và trường đại học mà họ đã theo học.